# Glenham (Dakota del Sur)
Glenham es un pueblo ubicado en el condado de Walworth en el estado estadounidense de Dakota del Sur. En el Censo de 2010 tenía una población de 105 habitantes y una densidad poblacional de 123,98 personas por km².

## Geografía
Glenham se encuentra ubicado en las coordenadas 45°31′59″N 100°16′16″O / 45.53306, -100.27111. Según la Oficina del Censo de los Estados Unidos, Glenham tiene una superficie total de 0.85 km², de la cual 0.85 km² corresponden a tierra firme y (0%) 0 km² es agua.

## Demografía
Según el censo de 2010, había 105 personas residiendo en Glenham. La densidad de población era de 123,98 hab./km². De los 105 habitantes, Glenham estaba compuesto por el 95.24% blancos, el 0% eran afroamericanos, el 1.9% eran amerindios, el 0% eran asiáticos, el 0% eran isleños del Pacífico, el 1.9% eran de otras razas y el 0.95% pertenecían a dos o más razas. Del total de la población el 2.86% eran hispanos o latinos de cualquier raza.